# Peter Berg (Schauspieler)

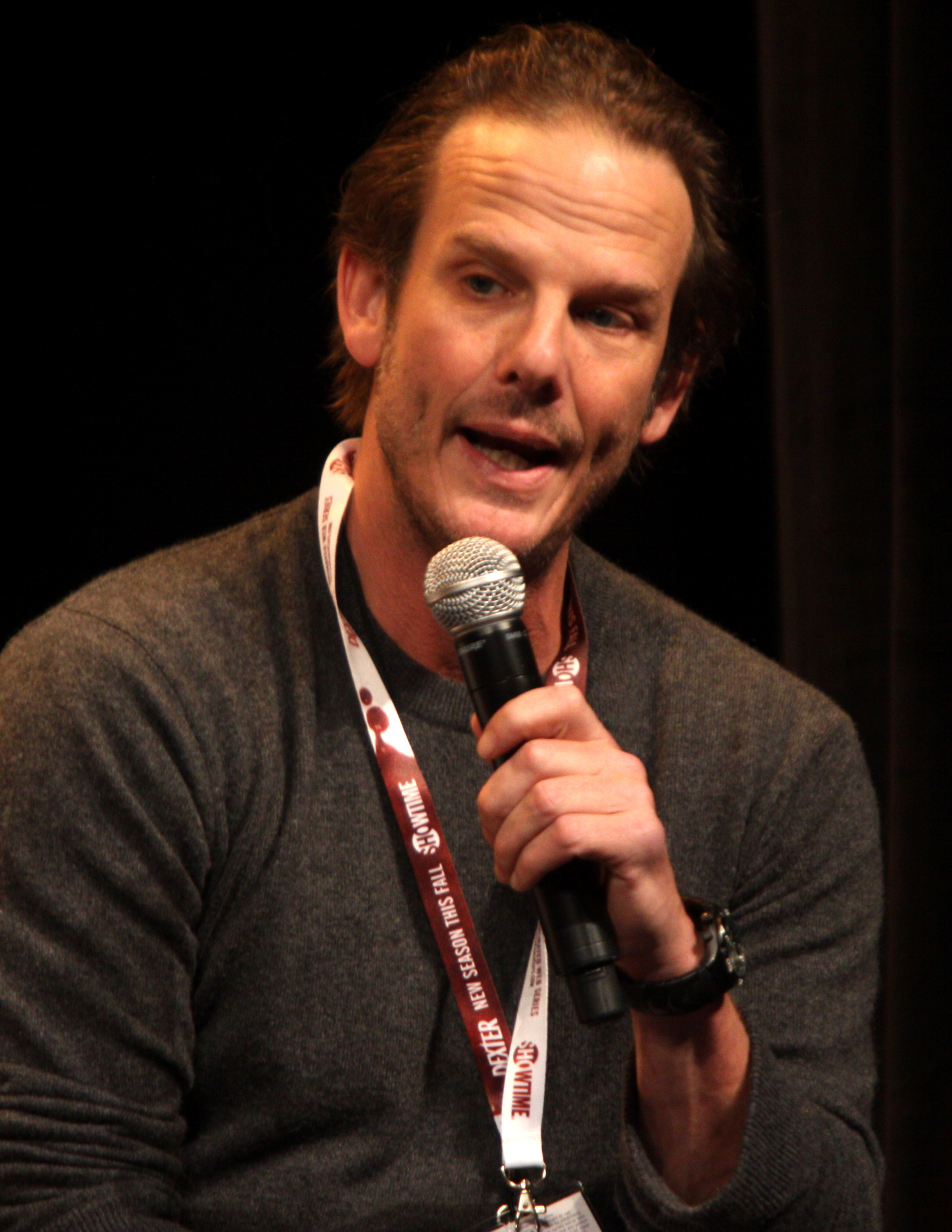
Peter Berg (2012)

Peter Berg (* 11. März 1964 in New York City, New York) ist ein US-amerikanischer Schauspieler, Drehbuchautor, Filmproduzent und -regisseur.

## Leben und Karriere
Peter Berg studierte am Macalester College in St. Paul (Minnesota) Kunst und Theaterwissenschaft. 1985 ging er nach Hollywood und arbeitet zuerst als Produktionsassistent. Ein Jahr später hatte Berg seinen ersten Fernsehauftritt in der Fernsehserie The Equalizer. Von 1995 bis 1999 spielte er Dr. Billy Kronk in der Fernsehserie Chicago Hope – Endstation Hoffnung. 1996 war er für eine Folge als Drehbuchautor verantwortlich. Sein Debüt als Regisseur gab er 1997 bei einer Folge bei Chicago Hope. Zwei Jahre später drehte er mit der Filmkomödie Very Bad Things seinen ersten Spielfilm.
Mittlerweile ist Berg als Schauspieler, Regisseur, Drehbuchautor, Produzent und auch als Songschreiber („Walls Come Down“) tätig.

## Filmografie (Auswahl)

### Schauspieler
- 1988: 21 Jump Street – Tatort Klassenzimmer (21 Jump Street, Fernsehserie, Folge 2x17)
- 1988: Nacht der Entscheidung – Miracle Mile (Miracle Mile)
- 1989: Adam Sandler’s Love Boat (Going Overboard)
- 1989: Donner des Todes (Race for Glory)
- 1989: Shocker
- 1992: Spezialeinheit IQ (A Midnight Clear)
- 1993: Zwei Asse im Schnee (Aspen Extreme)
- 1993: Feuer am Himmel (Fire in the Sky)
- 1994: Die letzte Verführung (The Last Seduction)
- 1994: F.T.W. – Tiefer als Hass (F.T.W.)
- 1995–1999: Chicago Hope – Endstation Hoffnung (Chicago Hope, Fernsehserie, 106 Folgen)
- 1996: Great White Hype – Eine K.O.Mödie (The Great White Hype)
- 1997: Cop Land
- 2001: Mister Undercover (Corky Romano)
- 2002: Alias – Die Agentin (Alias, Fernsehserie, Folgen 1x18–1x19)
- 2002: King of Queens (Fernsehserie, 5x04)
- 2004: Collateral
- 2007: Operation: Kingdom (The Kingdom)
- 2007: Smokin’ Aces
- 2007: Von Löwen und Lämmern (Lions for Lambs)
- 2008, 2011: Entourage (Fernsehserie, Folgen 5x11, 7x09)
- 2011: Prime Suspect (Fernsehserie, Folgen 1x05, 1x11)
- 2012: Battleship
- 2014: The Leftovers (Fernsehserie, Folgen 1x01–1x02)
- 2015–2017: Ballers (Fernsehserie, 7 Folgen)
- 2016: Deepwater Horizon
- 2016: Boston (Patriots Day)
- 2018: Mile 22
- 2022: Fate of a Sport
- 2025: American Primeval (Mini-Serie, Teil 1)

### Regisseur
- 1997: Chicago Hope – Endstation Hoffnung (Chicago Hope, Fernsehserie, Folge 3x23)
- 1998: Very Bad Things
- 2000: Wonderland (Fernsehserie, Folge 1x01)
- 2003: Welcome to the Jungle (The Rundown)
- 2004: Friday Night Lights – Touchdown am Freitag (Friday Night Lights)
- 2006, 2009: Friday Night Lights (Fernsehserie)
- 2007: Operation: Kingdom (The Kingdom)
- 2008: Hancock
- 2009: Virtuality – Killer im System (Virtuality)
- 2011: Prime Suspect (Fernsehserie, Folge 1x01)
- 2012: Battleship
- 2013: Lone Survivor
- 2014: The Leftovers (Fernsehserie, Folgen 1x01–1x02)
- 2015: Ballers (Fernsehserie, Pilotfolge)
- 2016: Deepwater Horizon
- 2016: Boston (Patriots Day)
- 2018: Mile 22
- 2020: Spenser Confidential
- 2023: Painkiller (Miniserie, 6 Teile)
- 2025: American Primeval (Miniserie, 6 Teile)

### Drehbuch
- 2004: Friday Night Lights – Touchdown am Freitag (Friday Night Lights)
- 2006–2011: Friday Night Lights (Fernsehserie, Schöpfer)
- 2010: The Losers
- 2013: Lone Survivor
- 2016: Boston (Patriots Day)
- 2016: Deepwater Horizon
- 2018: Mile 22

### Produzent
- 2007: Operation: Kingdom (The Kingdom)
- 2007: Lars und die Frauen (Lars and the Real Girl)
- 2009: Virtuality – Killer im System (Virtuality, Fernsehfilm)
- 2011–2012: Prime Suspect (Fernsehserie, 13 Folgen)
- 2012: Battleship
- 2012: On Freddie Roach (Fernsehserie, 6 Folgen)
- 2013: Lone Survivor
- 2014–2017: The Leftovers (Fernsehserie, 22 Folgen)
- 2014: State of Play (Mini-Serie)
- 2015–2018: Ballers (Fernsehserie, 14 Folgen)
- 2016: Crouching Tiger, Hidden Dragon: Sword of Destiny
- 2018: Mile 22
- 2020: Spenser Confidential

## Auszeichnungen
Goldene Himbeere
- 2013: Schlechtester Film: Nominierung für Battleship
- 2013: Schlechteste Regie: Nominierung für Battleship